# Ulica Łódzka we Wrocławiu

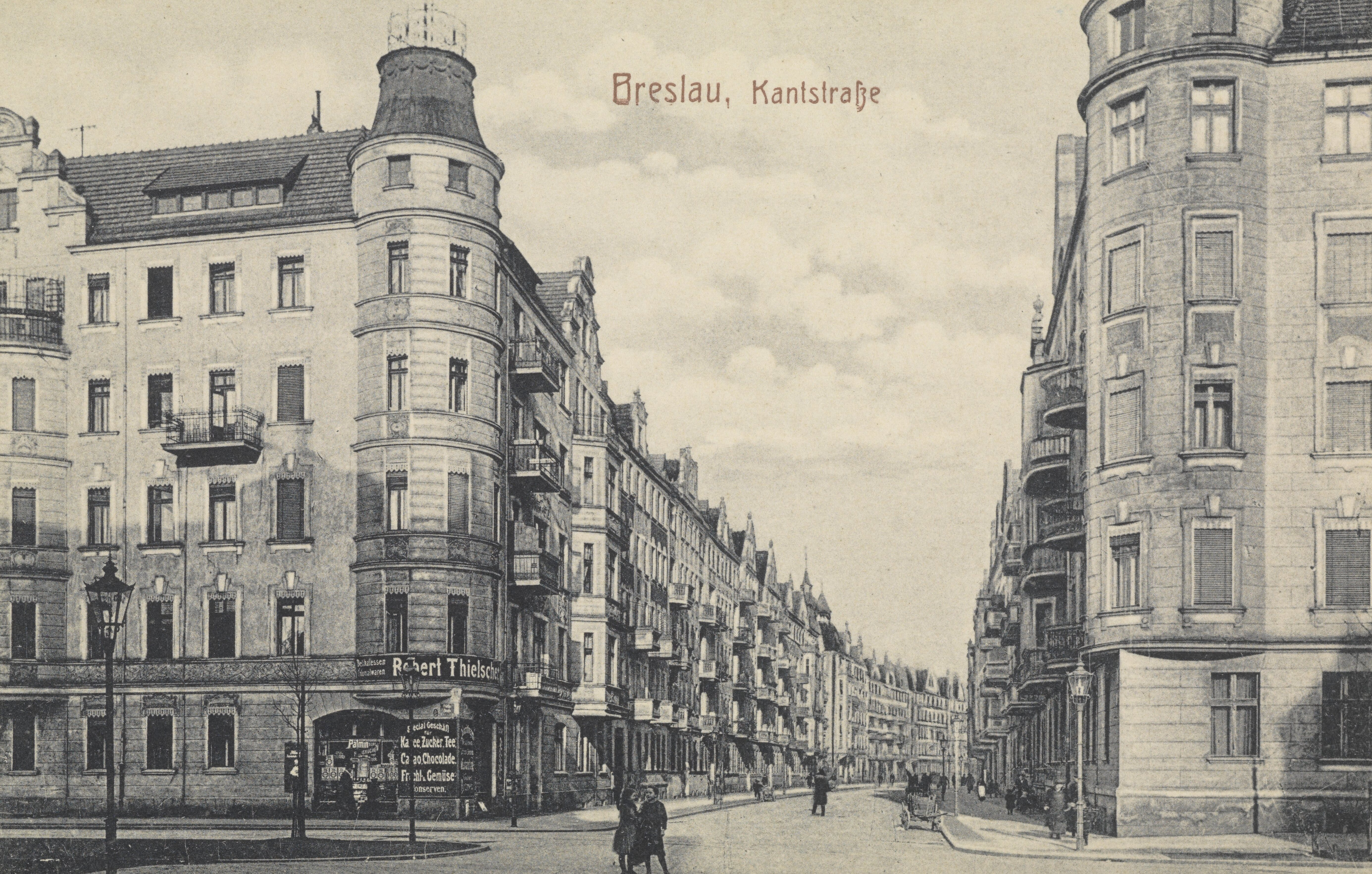
Około 1910 r.

Ulica Łódzka – ulica położona we Wrocławiu na osiedlu Huby, w dawnej dzielnicy Krzyki. Ma 655 m długości i biegnie od ulicy Glinianej do ulicy Wieczystej. Ulica przebiega przez obszar wpisany do gminnej ewidencji zabytków pod pozycją Huby i Glinianki (z wyłączeniem odcinka od ulicy Kamiennej do ulicy Wieczystej), którego historyczny układ urbanistyczny podlega ochronie. Ponadto przy ulicy i w najbliższym otoczeniu znajdują się obiekty wpisane do gminnej ewidencji zabytków.

## Historia
Pierwotnie ulica Łódzka była dłuższa niż obecnie. Sięgała bowiem za ulicę Wieczystą do terenu sięgającego obecnej alei Armii Krajowej. Po obu stronach tego odcinka ulicy mieściły się między innymi cmentarze dawnych wsi Glinanek (Lehmgruben Friedhof) i Gaju (Herdein Friedhof). Wielkomiejska zabudowa ulicy powstała w pierwszej dekadzie XX wieku. Obejmowała głównie pierzejową zabudowę wielkomiejską z kamienicami czynszowymi. Między innymi w latach 1900–1910 przy ulicy Łódzkiej zbudowano 39 kamienic. W podobnym okresie, tj. pod koniec XIX wieku i na początku XX wieku, powstawała analogiczna zabudowa przy okolicznych ulicach.
W rejonie osiedla Huby pod koniec II wojny światowej, podczas oblężenia Wrocławia w 1945 r., prowadzone były działania wojenne. Front dotarł do ulicy Przestrzennej (Goethego), przecinającej ulicę Łódzką, około 25–26 marca 1945 r.. W wyniku tych działań znaczna część zabudowy uległa zniszczeniu, choć niektórzy autorzy publikacji wskazują, że w tym rejonie miasta bardzo dużo zniszczeń było wynikiem podpaleń dokonanych przez żołnierzy Armii Radzieckiej dokonanych po zdobyciu tego obszaru.
Odbudowę i nową zabudowę w tej części miasta rozpoczęto w latach 50. XX wieku i kontynuowano w latach 60. XX wieku w ramach budowy osiedla mieszkaniowego „Huby”. Na odcinku od ulicy Kamiennej do alei Armii Krajowej, gdzie nie zachowała się żadna zabudowa przedwojenna, zbudowano od podstaw w nowym układzie przestrzennym osiedle mieszkaniowe, likwidując równocześnie południowy odcinek ulicy. Natomiast na północ od ulicy Kamiennej, gdzie część zabudowy została zachowana, w ramach budowy osiedla Huby, oprócz typowych bloków wolnostojących budowano także budynki w zabudowie plombowej.

## Nazwa
- Kantstrasse, do 7.11.1946 r.[7][18][19]
- Łódzka, od 7.11.1946 r.[1]

Niemiecka nazwa ulicy upamiętniała osobę Immanuela Kanta, urodzonego 22.04.1724 r. w Królewcu, zmarłego 12.02.1804 r. także w Królewcu, jednego z czołowych przedstawicieli niemieckiej filozofii klasycystycznej, twórcę krytycyzmu teoriopoznawczego. Należy także zauważyć, iż jego imieniem nazwany był także plac, przy którym kończy się współczesna ulica Łódzka – Kantplatz (współczesna nazwa placu – plac Ludwika Zamenhofa). Współczesna nazwa ulicy została nadana uchwałą Miejskiej Rady Narodowej z dnia 7.11.1946 r. nr 184.

## Układ drogowy
Ulica Łódzka biegnie od ulicy Glinianej do ulicy Wieczystej. Ulica łączy się z następującymi drogami kołowymi:
| Powiązanie   | kierunek      | Droga                                    | Fotografia | Opis                                 |
| ------------ | ------------- | ---------------------------------------- | ---------- | ------------------------------------ |
| skrzyżowanie | ↑ kontynuacja | ulica Gliniana (odnoga do ulicy Gajowej) |            | na wprost                            |
| skrzyżowanie | ← →           | ulica Gliniana                           |            | ulica Gliniana, w prawo ulica Łódzka |
| skrzyżowanie | →             | ulica Gliniana (odnoga)                  |            | na wprost                            |
| skrzyżowanie | ← →           | ulica Wesoła                             |            | na wprost                            |
| skrzyżowanie | ← →           | ulica Przestrzenna                       |            | w prawo, góra oraz w lewo, dół       |
| skrzyżowanie | ← →           | ulica Kamienna klasy zbiorczej           |            | w lewo, góra oraz w prawo, dół       |
| skrzyżowanie | ← →           | ulica Wieczysta klasy dojazdowej         |            | ulica Wieczysta, w lewo ulica Łódzka |

## Drogi przypisane do ulicy
Do ulicy Łódzkiej przypisana jest droga gminna o długości 655 m (numer drogi 105546D, numer ewidencyjny drogi G1055460264011). Ulica położona jest na działkach ewidencyjnych o łącznej powierzchni  10 725 m². Odcinek ulicy Łódzkiej od ulicy Kamiennej do ulicy Wieczystej ma przypisaną klasę dojazdową. Nawierzchnia ulicy wykonana jest jako brukowana z kamiennej kostki granitowej. Ulica przebiega przez teren położony na wysokości bezwzględnej od 121,0 (początek ulicy – północny kraniec) do 124,0 (koniec ulicy – południowy kraniec) m n.p.m.
| Odcinek                                   | Działka                            | Powierzchnia | Fotografia |
| ----------------------------------------- | ---------------------------------- | ------------ | ---------- |
| od ulicy Glinianej do ulicy Wesołej       | działka nr 57 AM-18 obręb Południe | 3045 m²      |            |
| od ulicy Wesołej do ulicy Przestrzennej   | działka nr 35 AM-27 obręb Południe | 3005 m²      |            |
| od ulicy Przestrzennej do ulicy Kamiennej | działka nr 68 AM-27 obręb Południe | 3371 m²      |            |
| od ulicy Kamiennej do ulicy Wieczystej    | działka nr 92 AM-27 obręb Południe | 1304 m²      |            |
| razem                                     | 10 725 m²                          | 10 725 m²    | 10 725 m²  |

## Zabudowa i zagospodarowanie
Ulica przebiega przez obszar zabudowy śródmiejskiej. Wzdłuż ulicy Łódzkiej w charakterze zabudowy dominuje ciągła zabudowa pierzejowa, na którą składają się zachowane kamienice, powojenne bloki plombowe i późniejsza zabudowa uzupełniającą. W budynkach przeważa funkcja mieszkalna. Taki charakter zabudowy kontynuowany jest po obu stronach ulicy do ulicy Kamiennej. Zabudowa ma wysokość od pięciu do ośmiu kondygnacji. Przy ulicy we wnętrzu międzyblokowym znajduje się przedszkole nr 119 Zielona Łąka. Przy ostatnim odcinku ulicy po stronie zachodniej rozciąga się teren Specjalnego Ośrodka Szkolno-Wychowawczego nr 11 ze szkoła branżową nr 14 (adres administracyjny ulica Kamienna 99-101). Całość zajmuje teren o powierzchni 10 966 m² (10 967 m²), w ramach którego posadowiony jest dwukondygnacyjny budynek oświaty o powierzchni zabudowy wynoszącej 1682 m². Po stronie wschodniej natomiast położony jest plac Ludwika Zamenhofa, z urządzonym tu miasteczkiem ruchu drogowego.

## Punkty adresowe i budynki
Punkty adresowe przy ulicy Łódzkiej (wg stanu na 2021 r.):
- strona zachodnia – numery nieparzyste:
  - ulica Łódzka 1-3 (powierzchnia działki 727 m²[59] / 725 m²[60]):
    - ulica Łódzka 1[61][62]: mieszkalny (kondygnacji: 5, powierzchnia zabudowy 137 m²[62])
    - ulica Łódzka 3[63][64]: mieszkalny (kondygnacji: 5, powierzchnia zabudowy 134 m²[64])
    - ulica Łódzka 5[65][66]: mieszkalny (kondygnacji: 5, powierzchnia zabudowy 133 m²[66])

  - ulica Łódzka 1a[67][68]: niezabudowana działka gruntu o powierzchni 894 m²[68][69]
  - ulica Łódzka 7[70]: mieszkalny (kondygnacji: 4, powierzchnia zabudowy 200 m²[71])
  - ulica Łódzka 9[72]: mieszkalny (kondygnacji: 4, powierzchnia zabudowy 371 m²[73])
  - ulica Łódzka 11[74]: mieszkalny (kondygnacji: 4, powierzchnia zabudowy 210 m²[75])
  - ulica Łódzka 13[76]: mieszkalny (kondygnacji: 4, powierzchnia zabudowy 199 m²[77])
  - ulica Łódzka 15[78]: mieszkalny (kondygnacji: 5, powierzchnia zabudowy 347 m²[79]), kamienica[5]
  - ulica Łódzka 17[80], 19[81] (oraz ulica Wesoła 34a[82]): mieszkalny (kondygnacji: 6, powierzchnia zabudowy 559 m²[83], działka 1 511 m²[84][85])
  - ulica Łódzka 23[86]: Przedszkole nr 119 Zielona Łąka[49], oświaty (kondygnacji: 2, powierzchnia zabudowy 459 m²[87], działki 4 041 m²[88][89][90][91])
  - ulica Łódzka 25[92]: mieszkalny (kondygnacji: 5, powierzchnia zabudowy 317 m²[87]), kamienica[5]
  - ulica Łódzka 25a[93]: pizzeria[94], handlowo-usługowy (kondygnacji: 1, powierzchnia zabudowy 59 m²[95])
  - ulica Łódzka 27[96]: mieszkalny (kondygnacji: 5, powierzchnia zabudowy 311 m²[97]), kamienica[5]
  - ulica Łódzka 29[98]: mieszkalny (kondygnacji: 5, powierzchnia zabudowy 306 m²[99]), kamienica[5]
  - ulica Łódzka 31[100]: mieszkalny (kondygnacji: 5, powierzchnia zabudowy 289 m²[101]), kamienica[5]
  - ulica Łódzka 31a[102]: mieszkalny (kondygnacji: 6, powierzchnia zabudowy 264 m²[103])
  - ulica Łódzka 33[104]: mieszkalny (kondygnacji: 5, powierzchnia: zabudowy 297 m², działki 303 m²[105][106][107]), kamienica[5]
  - ulica Łódzka 33a[108] (oraz ulica Przestrzenna 19[109], 19a[110]): mieszkalny (kondygnacji: 5, powierzchnia: zabudowy 431 m², działki 764 m²[111][112] / 765 m²[113])
  - ulica Łódzka 35[114], 37[115], 39[116], 41[117], 43[118], 45[119], 47[120] (oraz ulica Kamienna 90[121], 92[122], 94[123]): mieszkalny (kondygnacji: 5, powierzchnia: zabudowy 1 569 m², działki 5 710 m²[124][125][126])
- strona wschodnia – numery parzyste:
  - ulica Łódzka 6[127][128] (oraz ulica Gliniana 59[128][129], 61[128][130]): mieszkalny (kondygnacji: 8, powierzchnia: zabudowy 1 088 m², działki 2 358 m²[128][131] / 2 356 m²[132])
  - ulica Łódzka 8[133][134]: mieszkalny (kondygnacji: 5, powierzchnia: zabudowy 207 m², działki 373 m²[134][135][136]), kamienica[5]
  - ulica Łódzka 10[137][138], 12[138][139] (oraz ulica Wesoła 36[138][140]): mieszkalny (kondygnacji: 8, powierzchnia: zabudowy 701 m², działki 1 009 m²[138][141] / działki 1 010 m²[142])
  - ulica Łódzka 14[143] (oraz ulica Przestrzenna 33[144]): mieszkalny (kondygnacji: 5, powierzchnia zabudowy 501 m²[145]), kamienica[5]
  - ulica Łódzka 16[146]: mieszkalny (kondygnacji: 5, powierzchnia zabudowy 156 m²[147])
  - ulica Łódzka 18[148]: mieszkalny (kondygnacji: 5, powierzchnia zabudowy 140 m²[149])
  - ulica Łódzka 20[150]: mieszkalny (kondygnacji: 5, powierzchnia zabudowy 135 m²[151])
  - ulica Łódzka 22[152]: mieszkalny (kondygnacji: 5, powierzchnia zabudowy 142 m²[153])
  - ulica Łódzka 22a[154]: mieszkalny (kondygnacji: 5, powierzchnia zabudowy 147 m²[155])
  - ulica Łódzka 24[156]: mieszkalny (kondygnacji: 5, powierzchnia zabudowy 287 m²[157]), kamienica[5]
  - ulica Łódzka 26[158]: mieszkalny (kondygnacji: 5, powierzchnia zabudowy 313 m²[159]), kamienica[5]
  - ulica Łódzka 28[160] (oraz ulica Przestrzenna 22[161]): mieszkalny (kondygnacji: 6, powierzchnia zabudowy 360 m²[162], działka 601 m²[163][164])
  - ulica Łódzka 30[165]: mieszkalny (kondygnacji: 6, powierzchnia zabudowy 150 m²[166])
  - ulica Łódzka 32[167]: mieszkalny (kondygnacji: 6, powierzchnia zabudowy 165 m²[168])
  - ulica Łódzka 34[169]: mieszkalny (kondygnacji: 6, powierzchnia zabudowy 159 m²[170])
  - ulica Łódzka 36[171]: mieszkalny (kondygnacji: 6, powierzchnia zabudowy 171 m²[172])
  - ulica Łódzka 36a[173]: niezabudowana działka gruntu o powierzchni 275 m²[174][175]
  - ulica Łódzka 38[176]: mieszkalny (kondygnacji: 6, powierzchnia zabudowy 138 m²[177])
  - ulica Łódzka 40[178]: mieszkalny (kondygnacji: 6, powierzchnia zabudowy 162 m²[179])
  - ulica Łódzka 42[180]: mieszkalny (kondygnacji: 6, powierzchnia zabudowy 205 m²[181])
  - ulica Łódzka 44[182]: mieszkalny (kondygnacji: 6, powierzchnia zabudowy 163 m²[183])
  - ulica Łódzka 46[184]: mieszkalny (kondygnacji: 6, powierzchnia zabudowy 205 m²[185])
  - ulica Łódzka 46a[186] (oraz ulica Kamienna 96[187], 98[188], 100[189], 102[190], 104[191]): mieszkalny (kondygnacji: 5, powierzchnia zabudowy 781 m²[192]), działki 1 684 m²[193][194]).

## Zieleń
Tereny zieleni oraz inna zieleń urządzona w otoczeniu ulicy Łódzkiej:
| Nazwa                                             | Parametr                        | Strona    | Położenie                                                                     | Fotografia |
| ------------------------------------------------- | ------------------------------- | --------- | ----------------------------------------------------------------------------- | ---------- |
| Rodzinne Ogrody Działkowe Bajki                   | powierzchnia: 8547 m²           | zachodnia | we wnętrzu międzyblokowym pomiędzy ulicami: Glinianą, Ciepłą, Wesołą i Łódzką |            |
| teren zieleni ze szpalerem drzew                  | brak danych                     | zachodnia | od ulicy Łódzkiej do ulicy Borowskiej po południowej stronie ulicy Kamiennej  |            |
| Miasteczko Ruchu Drogowego, Pl. Ludwika Zamenhofa | powierzchnia: 3412 m² (0,30 ha) | wschodnia | od ulicy Kamiennej do ulicy Wieczystej                                        |            |

Ponadto wyznaczono miejsce urządzenia szpalerów drzew w ciągu ulicy Wieczystej, po obu jej stronach, w obu kierunkach od ulicy Łódzkiej.

## Ochrona i zabytki
Obszar, przez który przebiega ulica Łódzka (z wyjątkiem odcinka od ulicy Kamiennej do ulicy Wieczystej), podlega ochronie i jest wpisany do gminnej ewidencji zabytków pod pozycją Huby i Glinianki. W szczególności ochronie podlega historyczny układ urbanistyczny w rejonie ulic Suchej, Hubskiej, Kamiennej i Borowskiej, wraz z Parkiem Andersa i zajezdnią oraz osiedlem w rejonie ulic Paczkowskiej i Nyskiej kształtowany sukcesywnie w latach 60. XIX wieku oraz w XX wieku i po 1945 r. Stan zachowania tego układu ocenia się na dobry.
Przy ulicy i w najbliższym sąsiedztwie znajdują się następujące zabytki wpisane do gminnej ewidencji zabytków:
| Obiekt, położenie                                                                            | Powstanie, rodzaj ochrony          | Fotografia |
| -------------------------------------------------------------------------------------------- | ---------------------------------- | ---------- |
| strona zachodnia                                                                             |                                    |            |
| Kamienica, obecnie budynek mieszkalny z usługowym parterem ulica Łódzka 15                   | około 1905 r. rodzaj ochrony: inny |            |
| Kamienica ulica Łódzka 25                                                                    | około 1905 r. rodzaj ochrony: inny |            |
| Kamienica ulica Łódzka 27                                                                    | około 1905 r. rodzaj ochrony: inny |            |
| Kamienica ulica Łódzka 29                                                                    | około 1905 r. rodzaj ochrony: inny |            |
| Kamienica ulica Łódzka 31                                                                    | około 1905 r. rodzaj ochrony: inny |            |
| Kamienica ulica Łódzka 33                                                                    | około 1905 r. rodzaj ochrony: inny |            |
| strona wschodnia                                                                             |                                    |            |
| Kamienica ulica Łódzka 8                                                                     | około 1905 r. rodzaj ochrony: inny |            |
| Kamienica, obecnie budynek mieszkalny z usługowym parterem ulica Łódzka 14 (ulica Wesoła 33) | około 1905 r. rodzaj ochrony: inny |            |
| Kamienica ulica Łódzka 24                                                                    | około 1905 r. rodzaj ochrony: inny |            |
| Kamienica ulica Łódzka 26                                                                    | około 1905 r. rodzaj ochrony: inny |            |

## Baza TERYT

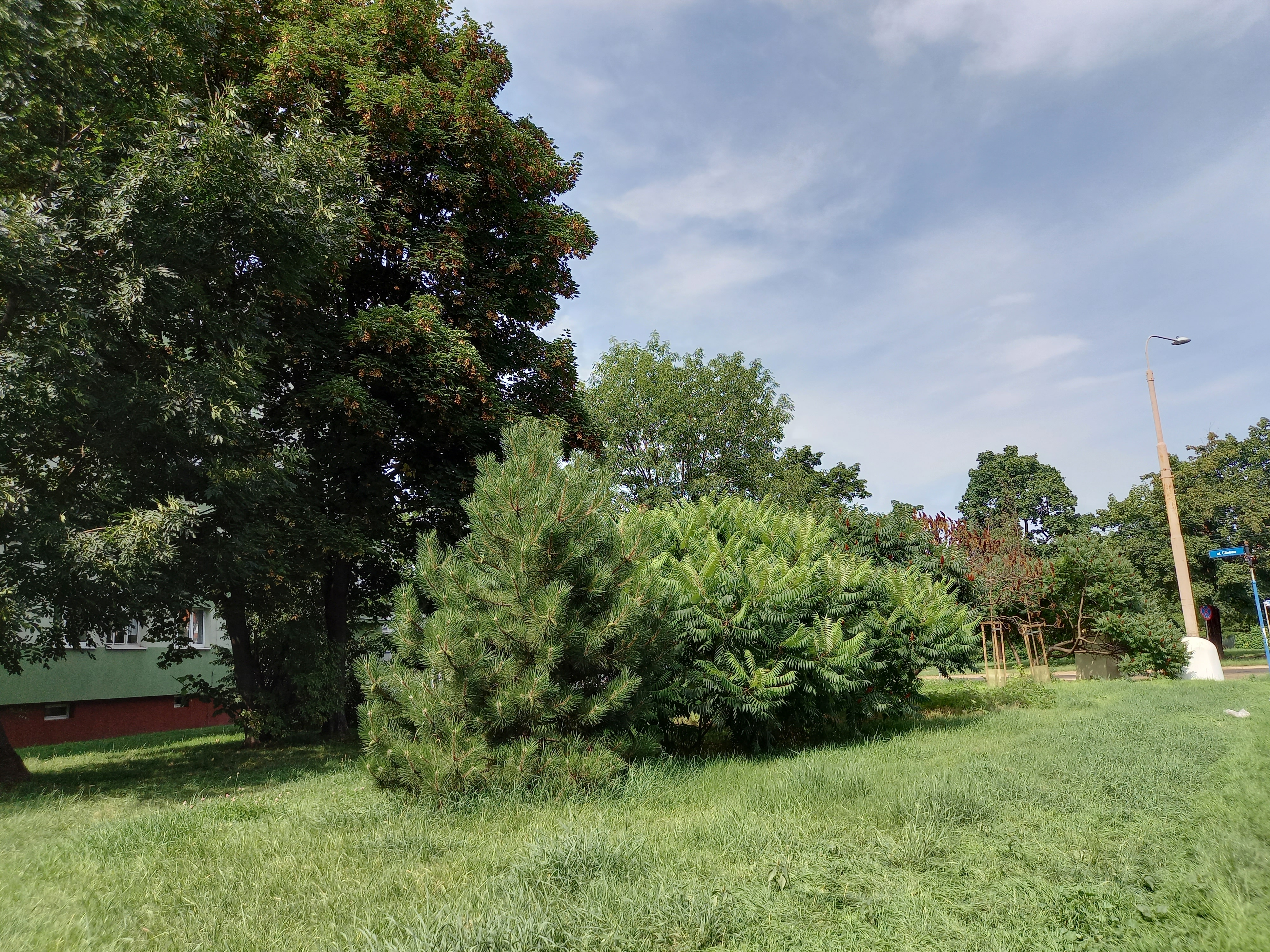
Niezabudowany teren przy ul. Łódzkiej 1a

Dane Głównego Urzędu Statystycznego z bazy TERYT, spis ulic (ULIC):
- województwo: DOLNOŚLĄSKIE (02)
- powiat: Wrocław (0264)
- gmina/dzielnica/delegatura: Wrocław (0264011) gmina miejska; Wrocław-Krzyki (0264039) delegatura
- Miejscowość podstawowa: Wrocław (0986283) miasto; Wrocław-Krzyki (0986544) delegatura
- kategoria/rodzaj: ulica
- Nazwa ulicy: ul. Łódzka (11710)[224].